# Ellen Hillingsø
Ellen Hillingsø, född 9 mars 1967 i Köpenhamn, är en dansk skådespelare.
Hillingsø har medverkat i TV-serierna Oxen, Tinka och själens spegel och Lars

## Filmografi (i urval)
- 2006 – Absalons hemlighet (TV-serie)
- 2019 – Tinkas juläventyr (TV-serie)
- 2020 – Lars (TV-serie)
- 2022 – Tinka och själens spegel (TV-serie)
- 2023 – Oxen (TV-serie)
- 2024 – Call Me Dad (TV-serie)